# Paramignya cuspidata
Paramignya cuspidata är en vinruteväxtart som först beskrevs av Henry Nicholas Ridley, och fick sitt nu gällande namn av Isaac Henry Burkill. Paramignya cuspidata ingår i släktet Paramignya och familjen vinruteväxter. Inga underarter finns listade i Catalogue of Life.